# Impacto socioeconómico de la pandemia de COVID-19

Países del mundo cuyas economías entraron en recesión en 2020 (en marrón).

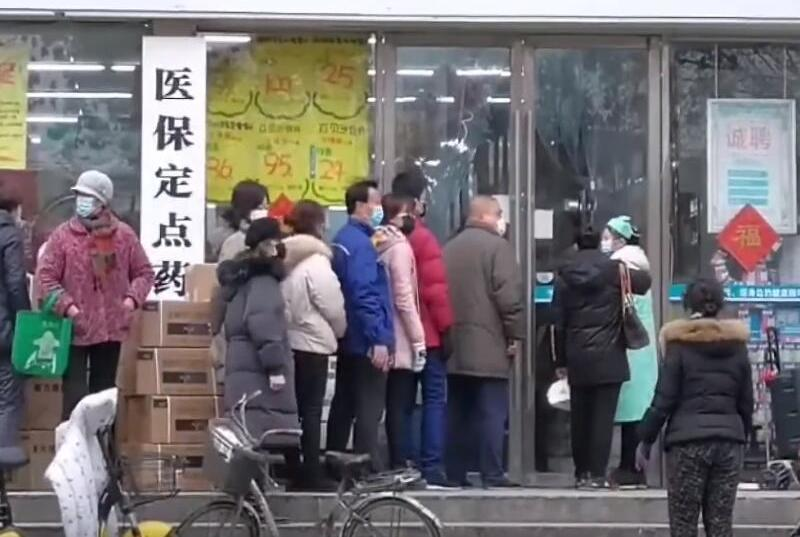
Personas en Wuhan haciendo cola frente a una farmacia para comprar máscaras quirúrgicas.

El impacto socioeconómico de la pandemia de COVID-19 es una grave crisis mundial que inició a principios del año 2020, primeramente en China, y luego en todo el mundo, causado principalmente por la expansión de la enfermedad COVID-19. La pandemia de COVID-19 provocó, entre otras cosas, un impacto socioeconómico a nivel global. La alta circulación viral y rapidez de propagación del virus, así como las medidas impuestas por los Gobiernos con el fin de controlar la enfermedad para evitar un colapso sanitario, ha afectado severamente a la economía de los países, así como al estilo de vida de sus ciudadanos. Se ha dado lo que se conoce como "Exceso de mortalidad" en varios países del mundo debido a la COVID-19.
Esta crisis, a veces llamada el Gran Encierro, el Gran Confinamiento, la Coronacrisis o la crisis económica por coronavirus, ha causado la mayor recesión mundial de la historia. Esta crisis ha causado la caída del mercado de valores de 2020, un fuerte aumento del desempleo, el colapso de la industria del turismo, el colapso de la industria hotelera, el colapso de la industria de la aviación, el colapso del precio del petróleo, el colapso de pequeñas empresas, la desestabilización y colapso de la industria energética, el aumento de la deuda pública, el aumento de la desigualdad económica entre ricos y pobres, el cierre masivo de escuelas, el aumento de la desigualdad de aprendizaje educativo entre ricos y pobres, una gran desaceleración de la actividad del consumidor, una crisis de liquidez del mercado, la suspensión masiva de eventos culturales, artísticos, deportivos, religiosos, políticos, entretenimientos, entre otros eventos; así como grandes protestas y disturbios alrededor del mundo.
Durante los primeros meses, cuando la epidemia se limitaba casi exclusivamente a China, se produjo escasez generalizada de productos farmacéuticos, electrónicos y otros productos manufacturados debido a la paralización de numerosas fábricas en China. En ciertas localidades (en particular en Italia y Hong Kong) se observaron compras de pánico y la consiguiente escasez de comida y otros artículos esenciales de abastecimiento. La caída de la demanda de materias primas por el parón de actividad en China primero y luego en el resto del mundo llevó a fuertes caídas de precios, en particular del petróleo, lo cual perjudicó a los países y empresas productores. El miedo de los inversores les llevó a refugiar su dinero en valores considerados seguros, en particular la deuda pública de los países percibidos como más solventes. De manera colectiva, los empleos destruidos representan más de una cuarta parte de todos los puestos de trabajo en estas economías. A medida que las empresas pierden ingresos, el desempleo aumenta considerablemente, lo que transforma una perturbación en la oferta sobre una perturbación en la demanda aún más extensa para la economía.
Los mercados bursátiles mundiales empezaron a caer fuertemente el 24 de febrero de 2020 debido al aumento significativo en el número de casos de COVID-19 fuera de China continental. Para el 28 de febrero de 2020, los mercados bursátiles de todo el mundo acumulaban los mayores descensos de una semana desde la crisis financiera de 2008. Algunos comentaristas llamaron a esta caída un «cisne negro», si bien el inventor del concepto de cisne negro no está de acuerdo con la etiqueta porque considera que una pandemia como la de COVID-19 era altamente probable.  Las fuertes caídas prosiguieron las semanas siguientes, con fuertes bajadas el 9 de marzo y el 12 de marzo. 
A mediados de marzo la gravedad de la crisis obligó a intervenir a los gobiernos y a los bancos centrales de muchos países, a través de la política monetaria y la fiscal para evitar el colapso de la economía Los mercados bursátiles rebotaron rápidamente debido a la intervención de los bancos centrales de las principales potencias financieras, que inundaron de liquidez el sistema y redujeron fuertemente los tipos de interés. El índice estadounidense S&P500 recuperó su valor anterior a la pandemia en junio y en noviembre se batió el récord de subida mensual en las principales bolsas del mundo. Además de las acciones, también subieron fuertemente otros activos como el oro y las criptomonedas. Los mercados de Estados Unidos y de Alemania terminaron el año en máximos históricos, mientras que los de otros países como el Reino Unido y España cerraron 2020 con fuertes pérdidas. Las principales fortunas del mundo vieron aumentar su patrimonio alrededor de un 24% a lo largo del año.
A medida que se propagaba la pandemia, se cancelaban o posponían las conferencias y eventos mundiales en tecnología, moda, deportes, entre otros. En España los sectores económicos más afectados por las restricciones serán probablemente aquellos en los que la mayoría de trabajadores son mujeres, como son la hostelería, el turismo o la  peluquería. A diferencia de la situación durante la crisis, en el que el sector de la construcción, más masculinizado, fue el más afectado. Por lo tanto, muchas mujeres quienes ya sufrían unas condiciones precarias perderán su empleo. Además, la limitación del transporte público ha afectado mayormente a las mujeres, ya que hay un gran porcentaje de ellas que utilizan el transporte público como único medio de transporte.

## Antecedentes económicos

### Guerra comercial entre China y Estados Unidos
El 19 de mayo de 2019 Google, siguiendo órdenes de la administración de Estados Unidos, anuncia que dejará de proporcionar actualizaciones de su sistema operativo para móviles Android a los propietarios de teléfonos de esta marca, y que las nuevas unidades de Huawei no podrán utilizar las aplicaciones básicas para funcionar (como Gmail, Play Store, Google Maps, etc). Huawei ha respondido afirmando que generará sus propias actualizaciones, pero la complejidad de diseñar y distribuir un nuevo sistema operativo, la dificultad para que los programadores de aplicaciones saquen una tercera versión de las aplicaciones, etc. ha llevado a generar dudas sobre la efectividad de las intenciones declaradas por responsables de la empresa. 
Según expertos consultados en distintos medios de comunicación, esta acción instrumentada por Google llevará al desmantelamiento de toda la línea de producción de móviles de Huawei, dada la pérdida de credibilidad que supone para una empresa el no poder garantizar que sus teléfonos ya vendidos puedan seguir funcionando, además de las mayores restricciones para los futuros modelos que tuviera listos y en diseño para colocar en el mercado de la telefonía móvil.

### Efectos económicos del Brexit
Bajo el gobierno de Boris Johnson se logró un acuerdo que permitió que el Brexit se concretase el 31 de enero de 2020. La UE perdió el 13 % de su población, el 15 % de su producto interior bruto (PIB) y el 5,6 % de su superficie. A pesar de ello, la UE continuó siendo en 2020 una potencia política y económica mundial: formaba el tercer mayor grupo de población después de China y la India, además de concentrar el 18,5 % de la economía mundial, y el 16 % de las exportaciones mundiales. Tras el Brexit, la eurozona pasó a sumar el 86 % del PIB y el 77 % de la población de la UE, reforzando así su importancia como motor político y económico de la Unión.
El 1 de enero de 2021 se hizo efectiva la salida del Reino Unido del bloque comunitario. Los ciudadanos y las empresas británicas dejaron de estar bajo el marco normativo de la UE. El texto del acuerdo comercial, que ambas partes negociaron durante todo el año, marcaría la base para la relación futura entre la UE y el Reino Unido.

## Causas e impactos económicos

### Pandemia de COVID-19: Brote inicial en China
A mitad de diciembre de 2019, un grupo creciente de personas, muchos relacionados al Mercado Mayorista de mariscos de Huanan en Wuhan, fueron infectados con neumonía sin causas claras. Científicos chinos posteriormente enlazaron la neumonía a una nueva cepa de coronavirus,  la cual recibió la designación inicial de 2019-nCoV.
El 10 de enero de 2020, se reportaron el primer caso de muerte y 41 infecciones clínicamente confirmadas causadas por el reciente coronavirus . Al 22 de enero de 2020, el nuevo coronavirus se había extendido a varias provincias y ciudades importantes en China, con 571 casos confirmados y 17 muertes reportadas. También se reportaron casos confirmados en otras regiones y países, incluyendo Hong Kong, Macao, Taiwán, Tailandia, Japón, Corea del Sur, Singapur, los Estados Unidos, Australia, y Canadá.
A las 2am del 23 de enero de 2020, las autoridades emitieron un aviso informando a residentes de Wuhan que desde las 10am,  todo transporte público, incluyendo autobuses, ferrocarriles, vuelos, y servicios de transbordador serían suspendidos. El Aeropuerto de Wuhan, la estación de ferrocarril de Wuhan, y el metro de Wuhan se cerraron. A los residentes de Wuhan no les fue permitido dejar la ciudad sin permiso de las autoridades. El aviso causó un éxodo de Wuhan. Se estima que unas 300,000 personas abandonaron Wuhan solo en tren antes del encierro de las 10am. En la tarde de 23 enero, las autoridades empezaron a cerrar algunas de las carreteras importantes que salen de Wuhan. El encierro vino dos días antes del Año Nuevo chino, el festival más importante en el país, y tradicionalmente el punto más alto de la temporada de viajes, cuando millones de chinos recorren el país.
Siguiendo el encierro de Wuhan, los sistemas de transporte público en dos ciudades de nivel prefectura vecinas de Wuhan,  Huanggang y Ezhou, también fueron puestas en encierro. Al 24 de enero, en un total de 12 otras ciudades desde nivel condado a prefectura en Hubei, incluyendo Huangshi, Chibi, Jingzhou, Yichang, Xiaogan, Jingmen, Zhijiang, Qianjiang, Xiantao, Xianning, Dangyang y Enshi, se habían impuesto  restricciones de movimiento, llevando el número de personas afectadas por la restricción a más de 40 millones.

### Pandemia de COVID-19: Propagación internacional
La alerta de la Organización Mundial de la Salud, aun sin conocerse todavía si era posible el contagio de persona a persona, hizo que se dispararan las alarmas en otros países asiáticos en los que en 2003 sufrieron el brote de SARS. Regiones y países cercanos a China pusieron en marcha los escaneos por infrarrojos a viajeros.
El 13 de enero la OMS informó sobre el entonces primer caso confirmado fuera de China. Una mujer china de 61 años vecina de Wuhan que el 8 de enero viajó en vuelo directo de Wuhan a Tailandia en compañía de cinco miembros de su familia en un grupo de dieciséis personas. Fue detectada en el aeropuerto de Suvarnabhumi (BKK) al presentar fiebre alta. Hospitalizada, el 12 de enero dio «positivo por coronavirus por reacción en cadena de la transcriptasa-polimerasa inversa (RT-PCR)». «Informó de que había visitado regularmente un mercado local de productos frescos en Wuhan antes de la aparición de la enfermedad el 5 de enero de 2020. Sin embargo, no informó de que hubiera visitado el Mercado Mayorista de Mariscos del Sur de China, donde se detectaron la mayoría de los casos».
Según posteriores informaciones en medios de comunicación, el COVID-19 ya estaría presente en Europa en diciembre: en París según El Periódico y en Milán y Turín según El País.

### Cuarentenas y toques de queda
Numerosos gobiernos decretaron cuarentenas, restricciones a la movilidad, cierres de establecimientos y aislamientos con el fin de limitar la expansión de la pandemia de COVID-19.
Cada gobierno nacional o regional adoptó restricciones diferentes y fue modulando su severidad a lo largo del tiempo. Los más extremos impusieron el cierre de todos los establecimientos no esenciales y de todos los medios de transporte, confinando a los ciudadanos en sus hogares salvo para realizar trabajos esenciales y adquirir necesidades básicas (alimentos, medicinas, etc.). 
La primera cuarentena por la pandemia de COVID-19 comenzó el 23 de enero de 2020 en la República Popular China, cuando el gobierno ordenó el encierro de la provincia de Hubei, que incluía a Wuhan, ciudad en donde se detectó por vez primera el virus SARS-CoV-2 que origina la enfermedad.

### Guerra de precios del petróleo entre Rusia y Arabia Saudita
El 8 de marzo de 2020, Arabia Saudita inició una guerra de precios con Rusia, lo que provocó una caída importante en el precio del petróleo. El precio del petróleo de los Estados Unidos cayó un 34 %, el precio del crudo cayó un 26 % y el del petróleo Brent un 24 %. La guerra de precios fue provocada por una ruptura en el diálogo entre la Organización de Países Exportadores de Petróleo y el Gobierno de la Federación de Rusia sobre los recortes de producción de petróleo propuestos en medio de la pandemia de coronavirus 2019-20. Los precios del petróleo ya habían caído un 30 % desde el comienzo del año debido a una caída en la demanda. La caída de los precios fue una de las causas del colapso del mercado de valores global el 9 de marzo de 2020, conocido coloquialmente como Lunes negro.
La reducción en la demanda de viajes y la falta de actividad fabril debido al brote impactaron significativamente la demanda de petróleo, haciendo que su precio cayera. A mediados de febrero, la Agencia Internacional de Energía pronosticó que el crecimiento de la demanda de petróleo en 2020 sería el más pequeño desde 2011. La caída de la demanda china resultó en una reunión de la Organización de Países Exportadores de Petróleo (OPEP) para discutir un posible recorte en la producción para equilibrar la pérdida de demanda. Inicialmente, el cartel llegó a un acuerdo tentativo para reducir la producción de petróleo en 1,5 millones de barriles por día después de una reunión en Viena el 5 de marzo de 2020, lo que llevaría los niveles de producción al nivel más bajo desde la guerra de Irak.

### Colapso del mercado de valores en 2020
El colapso del mercado de valores de 2020 fue un colapso global del mercado de valores que ocurrió entre febrero y abril de 2020, durante el inicio de la pandemia de coronavirus de 2020.
El promedio industrial Dow Jones, el índice S&P 500 y el NASDAQ-100 cayeron en una corrección el 27 de febrero durante una de las peores semanas de negociación desde la crisis financiera de 2007-08. Los mercados durante la semana siguiente (del 2 al 6 de marzo) se volvieron extremadamente volátiles, con oscilaciones del 3 % o más por sesión diaria (excepto el 6 de marzo). El 9 de marzo, los tres índices de Wall Street cayeron más del 7 % y la mayoría de los mercados mundiales reportaron severas contracciones, principalmente en respuesta a la guerra de precios del petróleo entre Rusia y Arabia Saudí. Esto se conoció coloquialmente como Lunes Negro (Black Monday en inglés), y fue la peor caída desde la Gran Recesión en 2008. Tres días después del Black Monday hubo otra caída, Jueves Negro (Black Thursday en inglés), donde las acciones en Europa y América del Norte cayeron más del 9 %. Wall Street experimentó su mayor caída porcentual en un solo día desde el Lunes Negro de 1987, y el FTSE MIB cayó casi un 17 %, convirtiéndose en el mercado más afectado durante el Jueves Negro.

## Impactos sociales

### En los sistemas de salud
El colapso sanitario de 2020 es el desbordamiento acaecido en los sistemas hospitalarios de diversos países del mundo a raíz de la pandemia de COVID-19. El virus ha puesto tales sistemas al límite, provocando que se vieran sobrepasados y paralizados, especialmente por insuficiencia de la infraestructura, el personal y los medios necesarios para afrontar las circunstancias epidemiológicas. La misma Organización Mundial de la Salud informó de que las muertes por enfermedades tratables pueden «aumentar drásticamente», el colapso también afecto a otros campos como la sobrepoblación en campo santos y la saturación de los servicios funerarios.

### Violencia doméstica
Más del 70% de las asociaciones del CIE han documentado casos de violencia o discriminación contra los trabajadores de la salud de primera línea en la lucha contra el COVID-19. Se han observado represalias dentro de las comunidades después de informes falsos de que los trabajadores de la salud portan y propagan el virus. En particular, se ha informado de un número creciente de ataques contra enfermeras en México: por ejemplo, una enfermera fue rociada con lejía en la calle, las casas y vehículos de los trabajadores de la salud fueron quemados y fueron agredidos físicamente.
Debido a la mayor tensión en una casa durante una pandemia, las niñas y las mujeres tienen probabilidades de experimentar un mayor riesgo de violencia de sus parejas y de violencia doméstica. En Kosovo se ha producido un aumento del 17% de la violencia de género durante la pandemia. Durante los períodos de cuarentena, las mujeres que experimentan violencia tienen acceso limitado a servicios protectores. En los Países Bajos, el número de las llamadas a los centros de abuso de menores aumentaron un 76% en febrero de 2020 comparado con el año anterior. La pandemia no solo ha colapsado servicios de salud, sino también refugios para estas víctimas. ONU Mujeres informa de forma actualizada sobre estos problemas y apoya los programas para luchar contra la violencia de género.  Durante la pandemia están tratando de prevenir esta violencia y facilitar el acceso a los servicios esenciales, como los servicios de salud o líneas de atención para ayudar a víctimas de violencia doméstica. ONU Mujeres se dedica a compartir formas de ayudar a estas mujeres y niñas, como por ejemplo a través de donaciones, por difusión de noticias en redes sociales o por subscripción electrónica para estar al día de las novedades de ONU Mujeres.

### Violencia de género en países en vías de desarrollo
Los factores y condiciones mencionados en el primer párrafo de esta sección son duros de por sí para las mujeres. Uno de los ejemplos de esta realidad es la convivencia constante con sus maltratadores debido al confinamiento domiciliario impuesto por gobiernos de todo el mundo. 
República Dominicana, un país latinoamericano en vías de desarrollo, donde las mujeres que sufren violencia de género han visto agravada la situación durante el confinamiento. Antes de la pandemia y en el siguiente lapso de tiempo: de 2005 a 2015, el país ha registrado 1295 víctimas por violencia de género. Aunque, en 2019 se registraron únicamente 69 víctimas sigue siendo una cifra notable. Algunos de los condicionantes, que durante la pandemia propiciaron esta situación son los siguientes: los hombres, al igual que el resto del núcleo familiar y convivientes están en las casas durante todo el día (esto significa que las mujeres que sufrían o sufren violencia de género estarían 24 horas al día con sus maltratadores sin posibilidad de salir de casa), gran parte de las casas con recursos limitados, muy limitados o sin recursos (el 46% de las casas en este país no recibe agua potable en el interior de su vivienda);ver datos pobreza: República Dominicana y, por último, la ausencia de políticas integrales que defiendan los derechos del trabajo debidamente, aspecto que carga directamente contra las mujeres trabajadoras. Otras formas de violencia, como los matrimonios preconcertados y forzados se han visto incrementadas junto a una posible agravación de las violencias conyugales, paralelamente al resurgimiento y aumento de la frecuencia de prácticas como las mutilaciones genitales femeninas.
A su vez, el Alto Comisionado de las Naciones Unidas para los Refugiados (ACNUR) expresa su preocupación por el impacto que está teniendo la pandemia de COVID-19 en cuanto a la vida y los derechos de mujeres y niñas refugiadas y migrantes.
Entre los casos más alarmantes, el impacto de la pandemia ha tenido consecuencias terribles que han aumentado los casos de violencia machista, violencia doméstica, matrimonios forzados y de trabajo infantil.
ONU Mujeres organizó del 25 de mayo al 5 de julio de 2020, en nombre del Grupo de Trabajo sobre Género de la UN Global Counter-Terrorism Coordination Compact una reunión digital global  para recoger las opiniones de la sociedad civil sobre el nivel al que afecta el extremismo violento respecto a las dimensiones de género. Los participantes afirmaron que la pandemia de COVID-19 agravó las desigualdades de género existentes. Asimismo, resaltaron la necesidad de cambiar la perspectiva a la hora de abordar el extremismo violento y el terrorismo, así como de invertir en iniciativas que promuevan la igualdad de género y los derechos humanos dentro de las comunidades.
Este último párrafo es un extracto de https://reliefweb.int/report/world/promoting-peace-and-protecting-women-s-rights-contexts-affected-violent-extremism

### En el funcionamiento de Internet
El impacto en internet de la pandemia de COVID-19 es un fenómeno producido por el incremento de la transferencia de información por este medio. Se debe a la mayor utilización de servicios en línea, relacionados con el ocio, la enseñanza y el teletrabajo, por parte de los ciudadanos a causa de la cuarentena establecida en numerosos países.

### En la religión
La pandemia de COVID-19 ha impactado en la religión de varias maneras, incluida la cancelación de las celebraciones de diversas religiones, el cierre de las escuelas dominicales, así como la cancelación de peregrinaciones en torno a celebraciones y festivales. Muchas iglesias, sinagogas, mezquitas y templos estaban ofreciendo culto a través de transmisiones en vivo durante de la pandemia.
Las organizaciones religiosas han colaborado a paliar los efectos de la pandemia realizando donaciones económicas, de material sanitario o de alimentos. Se han enviado suministros de desinfección, respiradores purificadores de aire, protectores faciales, guantes, reactivos de detección de ácido nucleico de coronavirus, ventiladores, monitores de pacientes, bombas de jeringa, bombas de infusión y alimentos a las áreas afectadas, e incluso han ofrecido pruebas gratuitas de COVID-19 al público. Surgieron iniciativas para ofrecer escucha psicológica o acompañamiento a personas que se encontraban solas durante la cuarentena. También se pusieron a disposición de las autoridades civiles edificios religiosos para su uso como albergues u hospitales improvisados.

### En la alimentación
La pandemia de COVID-19 ha impactado sobre la producción y distribución de alimentos, lo que pone en riesgo la seguridad alimentaria de vastos sectores de la población de la mayoría de los países.
El sistema de abastecimiento y distribución de alimentos consta de varias etapas, necesarias para que los productos básicos no elaborados en su lugar de origen lleguen a los consumidores finales. La interrupción de cualquiera de las etapas, —por ejemplo el transporte, la elaboración en plantas manufactureras, la distribución mayorista y minorista—, afecta a la totalidad del sistema.

### En la educación
La pandemia de COVID-19 afectó a los sistemas educativos en todo el mundo. Casi la totalidad de instituciones educativas de todos los niveles cancelaron sus actividades presenciales, en cumplimiento de las disposiciones adoptadas por las autoridades de los distintos países, tendientes a disminuir la propagación de la pandemia y sus consecuencias fatales.
Según un informe de UNICEF, aproximadamente, 1287 millones de alumnos, alrededor del 90% del total de estudiantes del mundo, fueron afectados por el cierre de las instituciones educativas para inicios de mayo del  2020. Específicamente,182 países continuaban la interrupción total de los servicios de educación y 8 lo hacían parcialmente de modo local en distintas jurisdicciones. Por consiguiente, millones de niños, jóvenes y adultos tuvieron que enfrentarse a una serie de obstáculos  relacionados con su nivel de conocimientos en tecnología de la información y las comunicaciones (TIC) para continuar recibiendo su educación de manera remota.  
Según datos del Instituto Federal de Telecomunicaciones (IFT), compartidos por el Sistema de Información de los Objetivos de Desarrollo Sostenible de México, sólo el 34.4% de la población de los Estados Unidos Mexicanos sabe cómo enviar y recibir un correo electrónico. Las mismas encuestas arrojaron que, únicamente, el 36.3%  crea y edita archivos de texto. Siendo estas dos herramientas las más necesarias para la educación a distancia o en línea en tiempos de COVID-19.
El cierre de escuelas debido a las restricciones de la pandemia de COVID-19, ha evidenciado diversos problemas sociales y económicos, incluida la deuda estudiantil, el aprendizaje digital, la inseguridad alimentaria, la carencia de un lugar permanente para residir, el acceso a servicios de salud, el acceso a internet, los servicios destinados a personas con alguna discapacidad, entre otros. El impacto ha sido especialmente negativo en las niñas y  jóvenes, especialmente aquellas con diversidad funcional o que viven en espacios rurales, pobres o aislados, dado que suelen abandonar los estudios antes para poder dedicarse al trabajo doméstico. Para solucionar los problemas económicos familiares, se vuelven más vulnerables al matrimonio infantil y otras formas de violencia.
En respuesta al cierre de escuelas, la UNESCO recomendó el uso de programas de aprendizaje a distancia y aplicaciones o plataformas educativas abiertas que las escuelas y los maestros puedan utilizar para llegar a los alumnos de forma remota y limitar la interrupción de la educación. Por lo menos 100 países adoptaron alguna forma no presencial o digital, a fin de no interrumpir totalmente la continuidad de los procesos de enseñanza - aprendizaje. Un número similar de países optaron por mantener el cierre de los establecimientos hasta que las tasas de propagación bajaran a límites no riesgosos.

### En la aviación
La pandemia de COVID-19 ha tenido un impacto significativo en la industria de la aviación debido a las restricciones de viaje resultantes así como por la reducción de la demanda de vuelos. Lo anterior ha ocasionado que los aviones vuelen vacíos entre aeropuertos, se hayan cancelado vuelos, se hayan cerrado aeropuertos y que la gran mayoría de aviones se encuentren en tierra. Las aerolíneas han jugado un papel directo en la forma en que la enfermedad COVID-19 se propagado alrededor del mundo.

### Sinofobia y sentimiento antiasiático
La sinofobia y sentimiento antiasiático por la pandemia de COVID-19 representa un aumento de prejuicio, xenofobia y racismo contra el pueblo chino, así como otros de Asia Oriental en varias partes del mundo, especialmente en Occidente y entre naciones asiáticas.

## Aplazamiento o cancelación de eventos deportivos, religiosos, políticos y culturales
Se ha dado la  cancelación de todo tipo de eventos, por una razón fundamental e importante, y es que en estos eventos se da la aglomeración de gente que conllevaría al aumento de posibilidades de contraer esta enfermedad, entonces los estados de diferentes países están tomando esta como una medida más a la lista, para evitar la propagación del Covid-19. 